# 2013 JW63
2013 JW63 est un transneptunien de magnitude absolue 5,0 dont l'orbite este encore assez mal connue.
Son diamètre est estimé à 452 km, ce qui le qualifie comme un candidat au statut de planète naine.